# Vechigen
Vechigen là một đô thị trong huyện Bern-Mittelland, bang Bern, Thụy Sĩ. Đô thị này có diện tích 24,82 km², dân số thời điểm tháng 12 năm 2020 là 5512 người.